# Lespesia
Lespesia är ett släkte av tvåvingar. Lespesia ingår i familjen parasitflugor.

## Dottertaxa tillLespesia, i alfabetisk ordning[1]
- Lespesia affinis
- Lespesia afra
- Lespesia aletiae
- Lespesia anisotae
- Lespesia anonyma
- Lespesia apicalis
- Lespesia archippivora
- Lespesia auriceps
- Lespesia aurulans
- Lespesia barbatula
- Lespesia bigeminata
- Lespesia brasiliensis
- Lespesia callosamiae
- Lespesia capitis
- Lespesia clavipalpis
- Lespesia cuculliae
- Lespesia danai
- Lespesia datanarum
- Lespesia dubia
- Lespesia erythrocauda
- Lespesia euchaetiae
- Lespesia fasciagaster
- Lespesia ferruginea
- Lespesia flavicans
- Lespesia flavifrons
- Lespesia frenchii
- Lespesia fulvipalpis
- Lespesia grioti
- Lespesia halisidotae
- Lespesia lanei
- Lespesia laniferae
- Lespesia laniiferae
- Lespesia lata
- Lespesia leliae
- Lespesia marginalis
- Lespesia martinezi
- Lespesia melalophae
- Lespesia mendesi
- Lespesia nimia
- Lespesia parva
- Lespesia parviteres
- Lespesia pholi
- Lespesia pilatei
- Lespesia plaumanni
- Lespesia pollinosa
- Lespesia protoginoi
- Lespesia pumila
- Lespesia rectinervis
- Lespesia rileyi
- Lespesia robusta
- Lespesia rubra
- Lespesia rubripes
- Lespesia rufifrons
- Lespesia rufomaculata
- Lespesia sabroskyi
- Lespesia samiae
- Lespesia schizurae
- Lespesia spitzi
- Lespesia stonei
- Lespesia teixeirai
- Lespesia testacea
- Lespesia texana
- Lespesia travassosi
- Lespesia westonia
- Lespesia williamsoni
- Lespesia xychus